# Pneumatopteris dicranogramma
Pneumatopteris dicranogramma är en kärrbräkenväxtart som först beskrevs av Cornelis Rugier Willem Karel van Alderwerelt van Rosenburgh, och fick sitt nu gällande namn av Holtt. Pneumatopteris dicranogramma ingår i släktet Pneumatopteris och familjen Thelypteridaceae. Inga underarter finns listade.